# Aer Lingus
Pour les articles homonymes, voir EIN.

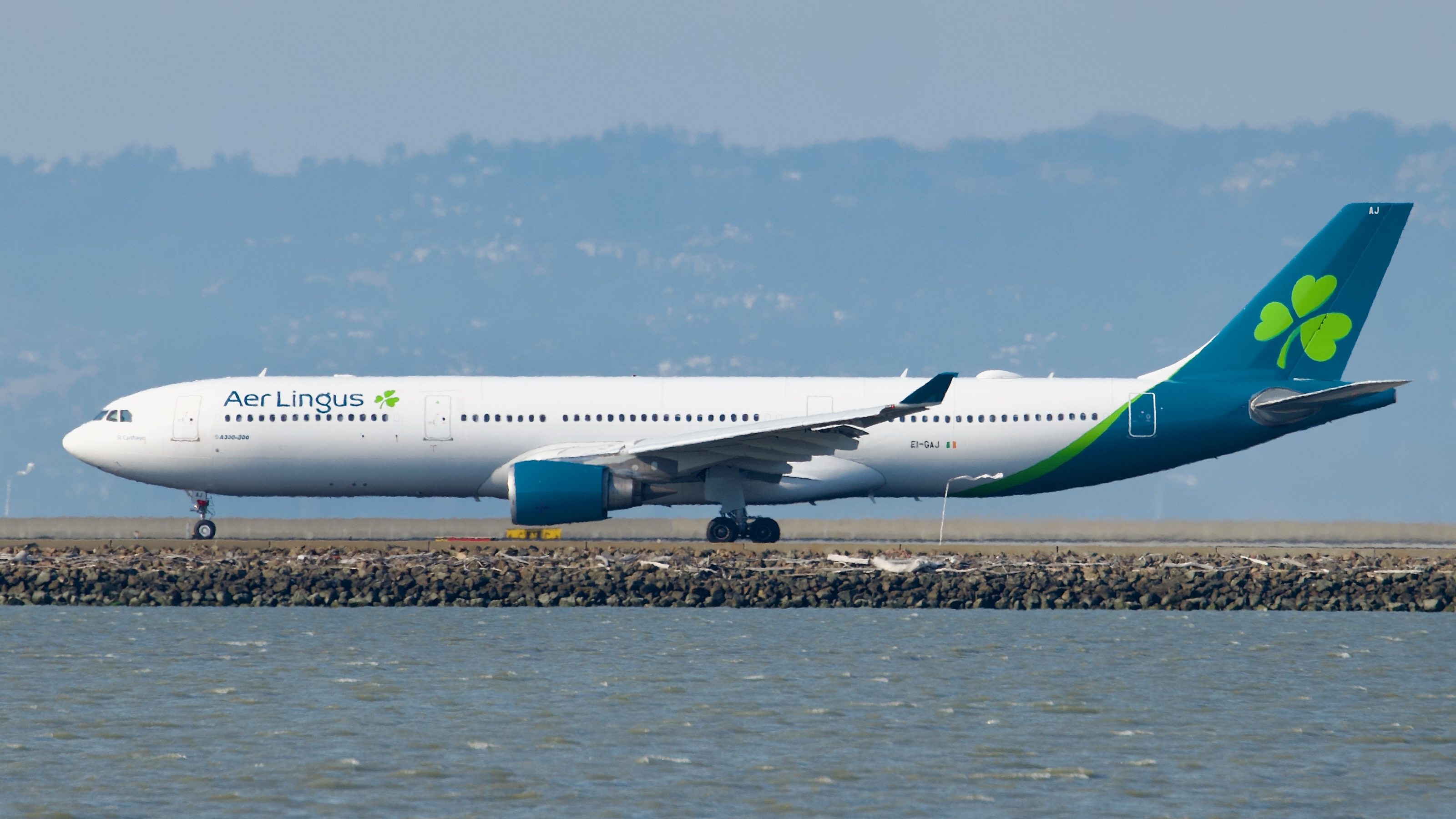
Un Airbus A330 d'Aer Lingus

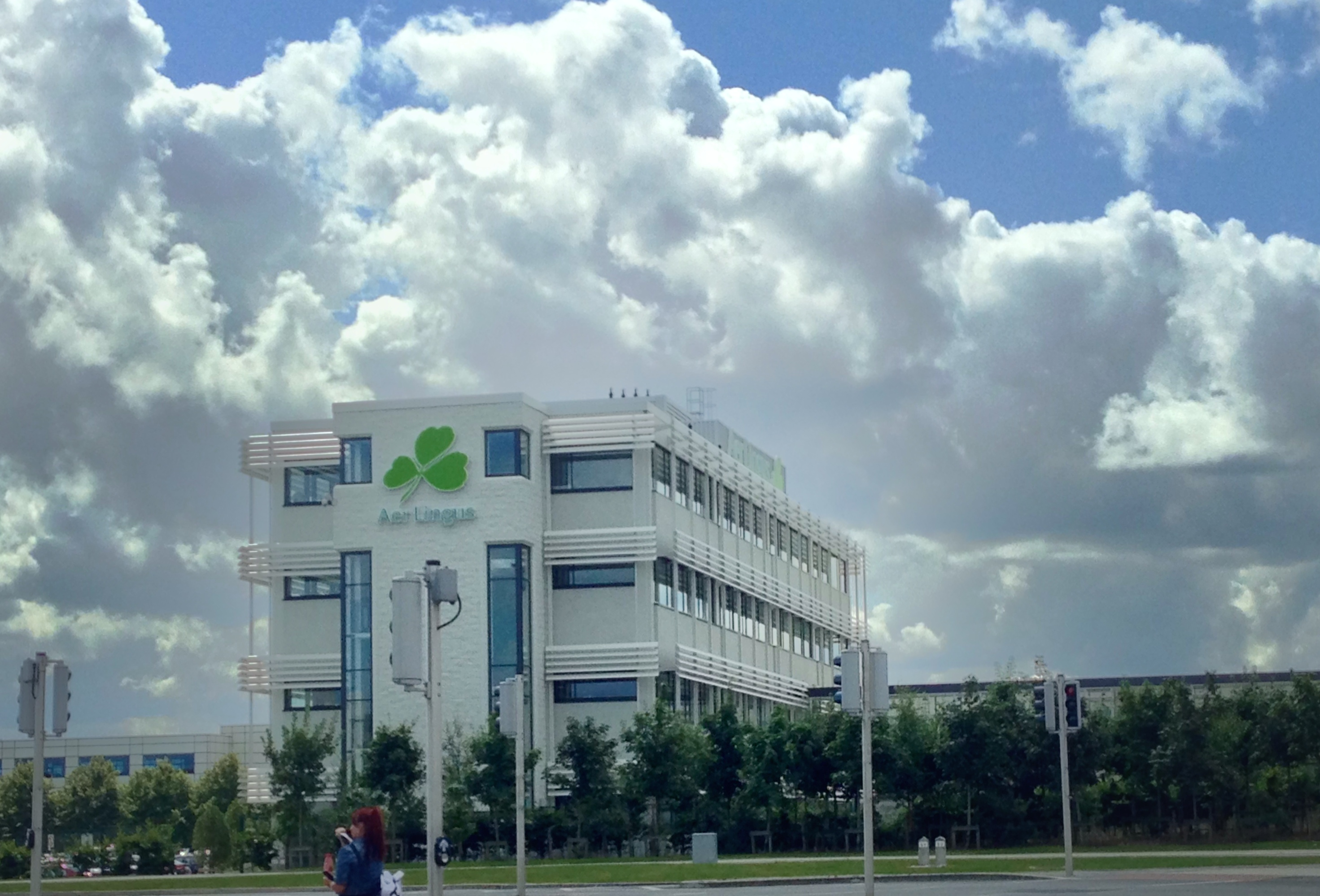
Le siège d'Aer Lingus.

Aer Lingus (code AITA : EI ; code OACI : EIN, ISE : EIL1) est une compagnie aérienne irlandaise, basée à Dublin.

## Historique

### Les débuts
Aer Lingus Teoranta est créé le 22 mai 1936 par Blackpool et West Coast Air Services. Le nom Aer Lingus est une anglicisation de l'irlandais Aer Loingeas, qui signifie flotte aérienne (tout comme Aeroflot). Le nom est proposé par Richard F O'Connor, employé au cadastre du comté de Cork mais aussi enthousiaste d’aéronautique. Cinq jours après sa création, la compagnie ouvre sa première liaison aérienne entre Dublin et Bristol avec un De Havilland 84 Dragon (numéro EI-ABA), baptisé Iolar (aigle). Plus tard la même année, la compagnie acquiert un second appareil, un De Havilland 86 Express, quadrimoteur et d’une capacité de 14 passagers.

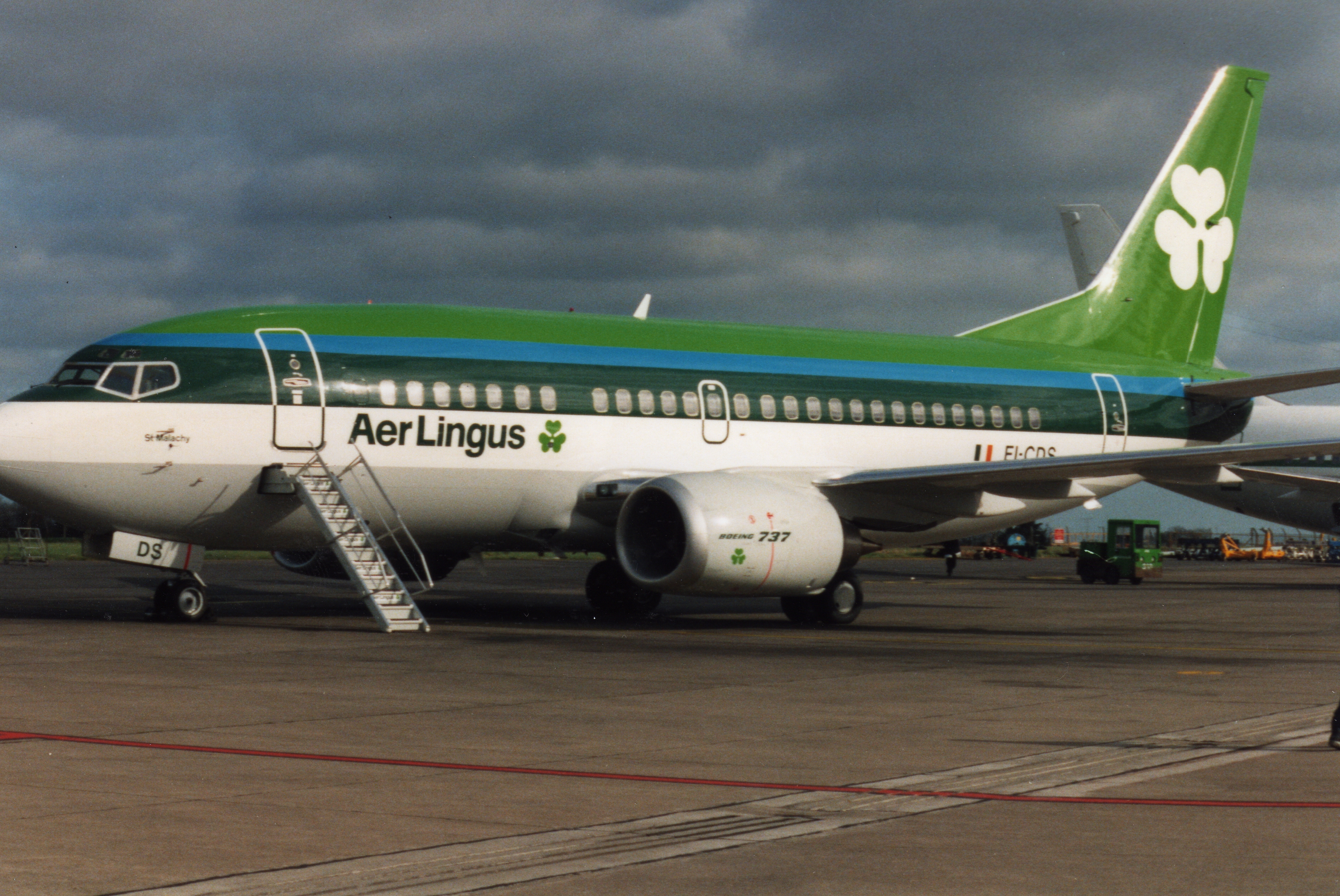
Boeing 737 d'Aer Lingus.

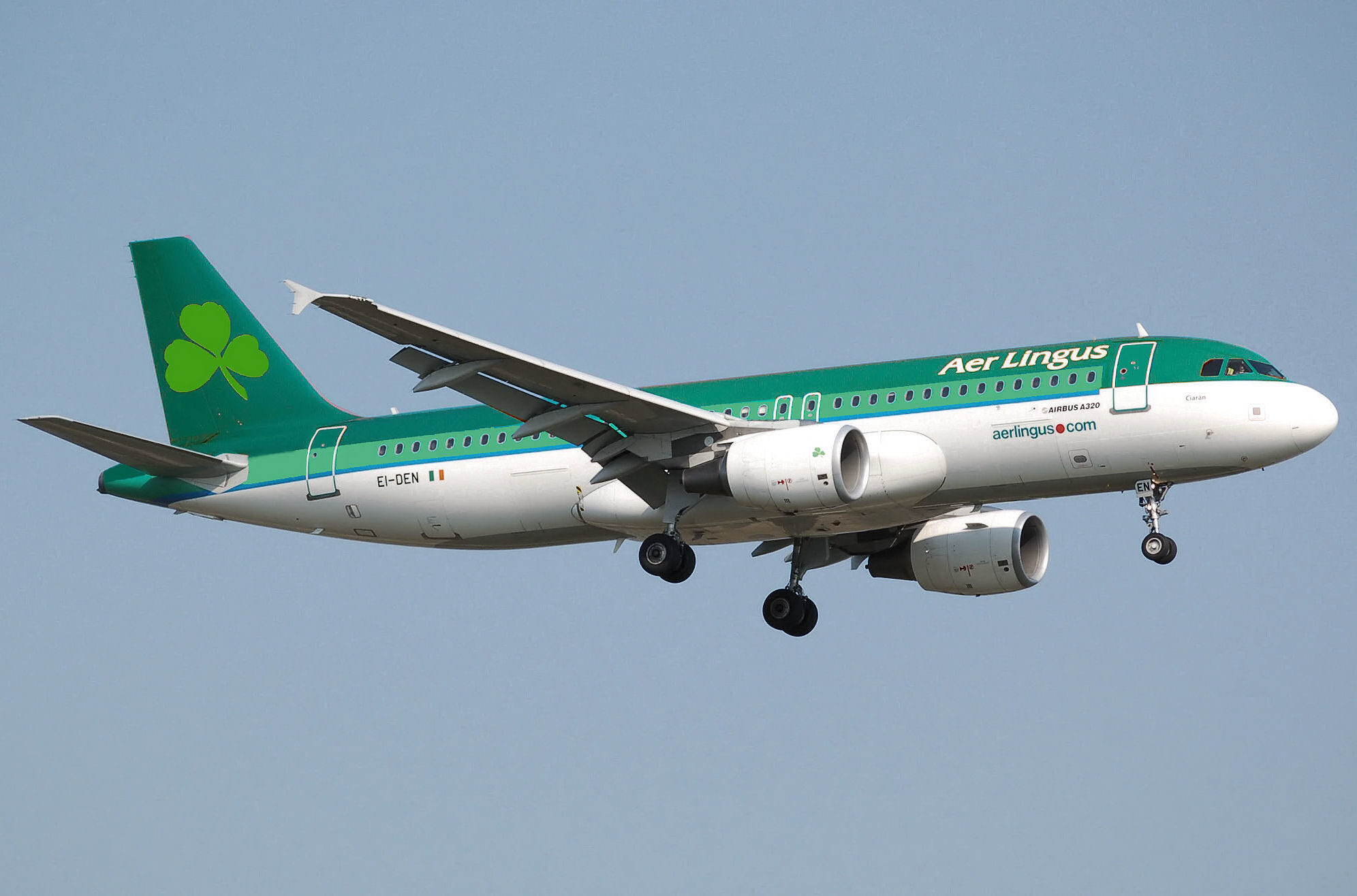
La flotte court courrier d'Aer Lingus est uniquement composée d'avion de la famille Airbus A320.

En 1938, Iolar est remplacé par un de Havilland DH.89 Dragon Rapide et un second DH86B est acheté. Deux Lockheed L-14s arrivent en 1939, ce sont les premiers tout en métal d'Aer Lingus.
En janvier 1940, un nouvel aéroport est construit dans la banlieue de Dublin (l'actuel aéroport de Dublin) et Aer Lingus s'y installe. Un nouveau DC-3 est acquis pour effectuer les liaisons Dublin-Liverpool et Dublin-Shannon. Le trafic est perturbé lors de la Seconde Guerre mondiale, les seules liaisons assurées étant les vols à destination de Liverpool et Manchester.

### L’après-guerre
Le 9 novembre 1945, un service régulier est rétabli avec un vol inaugural vers Londres. À partir de cette date, les avions d'Aer Lingus sont peints en vert et argent et les premières hôtesses de l'air font leur apparition. En 1946, un nouvel accord anglo-irlandais donne à Aer Lingus les droits exclusifs sur le trafic entre les deux pays en échange d'une participation de British Overseas Airways Corporation et British European Airways (BEA) de 40 % dans Aer Lingus.
La même année, le premier service régulier à destination de l'Europe continentale fut inauguré avec l'ouverture de la liaison Dublin-Paris (Le Bourget) en DC3, suivie en 1947 par une liaison Dublin-Manchester-Amsterdam.
À cause du développement rapide de la compagnie, sept Vickers Viking neufs sont achetés en 1947, toutefois, du fait de leurs performances et de leurs coûts d'entretien, ils sont rapidement revendus.
Toujours en 1947, Aerlínte Éireann est créée avec pour but d'assurer les vols transatlantiques entre New York et l'Irlande. Trois Lockheed Constellation sont commandés mais une crise financière retarde le projet. Les Constellation sont alors vendus à la BOAC et les vols transatlantiques sont repoussés. Durant la fin des années 1940 et le début des années 1950, Aer Lingus introduit de nouvelles routes vers Bruxelles, Amsterdam et Rome. Du fait de l'expansion de son réseau, la compagnie fait partie des toutes premières à commander des Vickers Viscount 707s en 1951. En 1956, Aer Lingus présente ses nouvelles couleurs : vert foncé avec une ligne blanche au niveau des hublots.

### Premiers vols transatlantiques

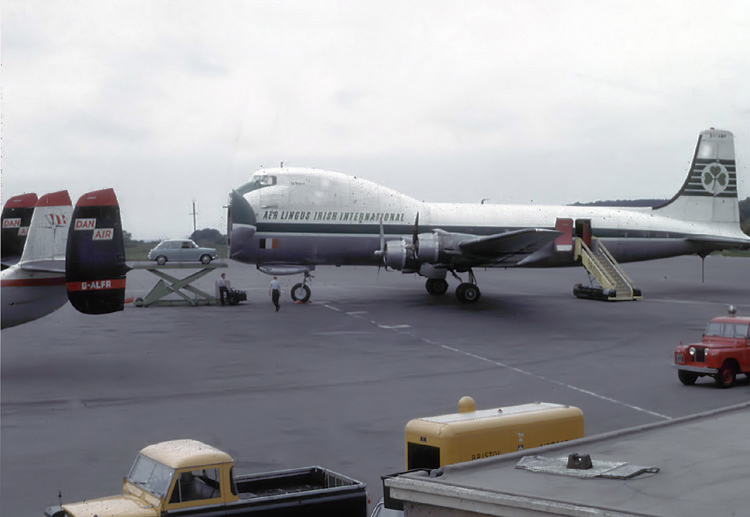
Aer Lingus a proposé le transport automobile aérien Carvair, une activité qui s'est avérée peu rentable

Le 28 avril 1958, Aerlínte Éireann opère le premier vol transatlantique de Shannon à New York. Trois Lockheed Constellation sont utilisés pour la liaison tri-hebdomadaire. Les avions sont loués à la compagnie aérienne américaine Seaboard World Airlines. Le 1er janvier 1960, Aerlínte Éireann est renommé Aer Lingus - Irish International Airlines. Aer Lingus entre alors dans l'ère des avions à réaction le 14 décembre 1960 lorsque trois Boeing 720 sont livrés. Ils sont premièrement utilisés pour le service vers New York, mais aussi la toute nouvelle liaison vers Boston.
En 1963, Aer Lingus ajoute des Carvairs à sa flotte. Cet appareil permet le transport simultané de cinq voitures. Le Carvair est un choix peu économique pour la compagnie, ceci étant en partie dû à l'augmentation du trafic maritime.
Le Boeing 720 est un succès pour Aer Lingus et ses vols transatlantiques. En 1964, la compagnie reçoit son premier Boeing 707.

### Avion à réaction
La conversion vers une flotte européenne constituée à 100 % d'avions à réaction démarre en 1965 quand le premier BAC 1-11 commence un service de Dublin et Cork vers Paris et via Manchester vers Amsterdam, Copenhague, Dusseldorf et Francfort. De nouvelles couleurs sont adoptées la même année avec un trèfle sur la queue de l'avion et le titre Aer Lingus-Irish International juste au-dessus des hublots. En 1966, les dernières parts détenues par Aer Rianta sont transférées au ministère irlandais des Finances.
En 1966, les routes de Shannon vers Montréal et Chicago sont inaugurées.
En 1968, des vols au départ de Belfast en Irlande du Nord vers New York débutent. Le service est bientôt annulé en raison du début du conflit nord-irlandais. 1969 voit l'introduction du Boeing 737 dans la flotte d'Aer Lingus pour répondre à la forte demande sur la ligne Dublin-Londres. Aer Lingus étend progressivement les vols en 737 sur tout son réseau européen.

### De 1970 à 1990
En 1970, Aer Lingus prend livraison de ses 2 premiers Boeing 747 pour ses vols transatlantiques. En 1974, de nouvelles couleurs sont dévoilées et le mot International disparaît sur le fuselage des avions. Les nouvelles couleurs incluent du bleu et du vert ainsi qu'un trèfle blanc sur la queue.
En septembre 1979, Aer Lingus devient la première compagnie aérienne autre qu'Alitalia à transporter le pape Jean-Paul II. Le souverain pontife vola à bord d'un Boeing 747 spécialement modifié pour l'occasion (numéro d'immatriculation : EI-ASI, surnom : St. Patrick). Il utilisa cet avion pour voler de Rome à Dublin puis Shannon vers Boston.
Au début des années 1980, les Boeing 707 sont retirés de la flotte, qui se compose début 1983 de deux Boeing 747-100, neuf Boeing 737-200, trois Boeing 737-200C et quatre BAC One-Eleven 200.
En 1984, une filiale, Aer Lingus Commuter est formée. Elle permet alors à Aer Lingus de proposer des destinations en Irlande et au Royaume-Uni qui ne nécessitent pas l'utilisation de jet au départ de Dublin en raison des faibles distances. Ces routes sont opérées dans les premiers temps par cinq Short 360, après des essais concluant avec le Short 330. À la même période, Aer Lingus prend la majorité des parts de la compagnie cargo Aer Turas, qui possède quelques DC-8 version cargo.
Entre 1987 et 1989, de nouveaux Boeing 737 sont livrés afin de remplacer les plus vieux de la flotte, et six Fokker F50 sont ajoutés à la flotte Commuter. Durant 1990, après la déréglementation du trafic aérien en Irlande, Aer Lingus doit reconsidérer sa politique et moderniser sa flotte. Les BAC 1-11 sont retirés et cinq Boeing 737 arrivent. En 1991, quatre Saab 340 sont livrés pour Aer Lingus Commuter afin de remplacer les Short 360. En 1992, tous les Boeing 737-200 sont retirés de la flotte pour des 737 de seconde génération : les séries -300, -400 et -500. Aer Lingus est alors le plus gros opérateur au monde pour ce type d'appareil.

### Flotte Airbus
En 1994, Aer Lingus commence un service direct entre Dublin et les États-Unis en utilisant l'Airbus A330 et à partir de mai, tous les vols transatlantiques sont opérés en A330. Ces changements conduisent au retrait progressif des Boeing 747 et des Boeing 767-300ER brièvement utilisés. Le 2 octobre 1995, le jumbo-jet effectue son dernier vol pour la compagnie après plus de 25 ans de service. Les Boeing 747 auront transporté plus de 8 millions de passagers au-dessus de l'Atlantique. La fin des années 1990 voit le retour d'Aer Lingus à Belfast avec un service vers New York via Shannon. L'aéroport international Newark Liberty dans le New Jersey est ajouté au réseau transatlantique. Cependant, ce service ne subsistera que quelques années.
Le 1er février 2001, Aer Lingus Commuter est démantelé et tous les appareils et destinations sont alors pris en charge par la compagnie mère : Aer Lingus. Suivant les attentats du 11 septembre 2001, la compagnie est durement touchée. Les opérations sont fortement réduites, des employés sont licenciés et des appareils sont revendus. La compagnie a depuis retrouvé le chemin du profit en revoyant toute sa stratégie commerciale : baisse des coûts d'exploitation, modernisation de la flotte, choix d'un seul constructeur (Airbus) pour abaisser les coûts d'entretien et de formation, et développement de nouvelles destinations vers l'Europe continentale (dans le passé, Aer Lingus avait surtout privilégié les destinations vers le Royaume-Uni et les États-Unis). Aer Lingus se présente désormais comme une compagnie similaire à une compagnie aérienne à bas prix, par exemple Ryanair, easyJet, ou Germanwings. La classe affaires et le transport de fret sur les vols court courrier ont été supprimés.

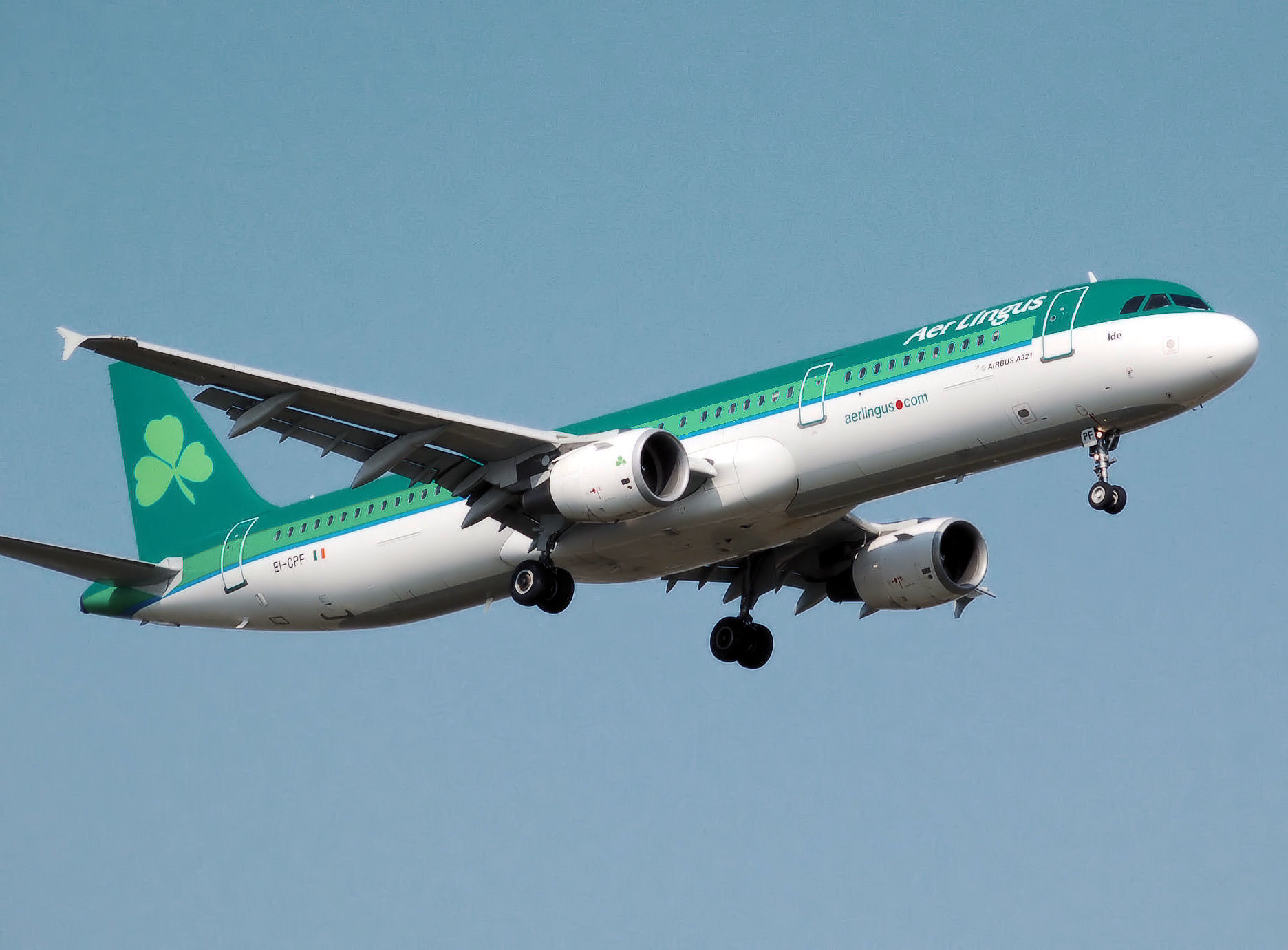
Un Airbus A321-200 à l'atterrissage.

En mars 2006, Aer Lingus propose son premier service régulier vers l'Asie avec un vol vers l'aéroport international de Dubaï aux Émirats arabes unis. Bien que la compagnie le présente comme le premier service long-courrier hors États-Unis, un vol à destination de Montréal au Canada fut proposé entre 1966 et 1979. La distance entre Dublin et Dubaï est de 5 926 kilomètres (3 682 miles), il s'agit d'un vol comparable à celui vers Chicago. Toutefois, Los Angeles demeure le service le plus long d'Aer Lingus avec 8 338 kilomètres (5 181 miles).
Le 29 octobre 2005, Aer Lingus se sépare de ses deux derniers Boeing 737. EI-CDH (un 737-500) effectue sa dernière liaison aller-retour entre Dublin et Nice. Ces deux Boeing 737 (EI-CDH et EI-CDG) sont revendus à la compagnie aérienne russe Rossiya.
Le 6 juin 2007, Aer Lingus renforce sa relation avec le constructeur européen en commandant 6 nouveaux A350 et 6 Airbus A330-300 supplémentaires. Cette commande permettra à Aer Lingus d'étendre son réseau long-courrier, mais aussi de remplacer ses A330 les plus vieux.
En 2015 Aer Lingus a été achetée par le group IAG (International Aviation Group), le propriétaire d'Iberia, British Airways et Vueling. Ceci a permis à la compagnie un développement encore plus grand surtout sur son réseau long-courrier.

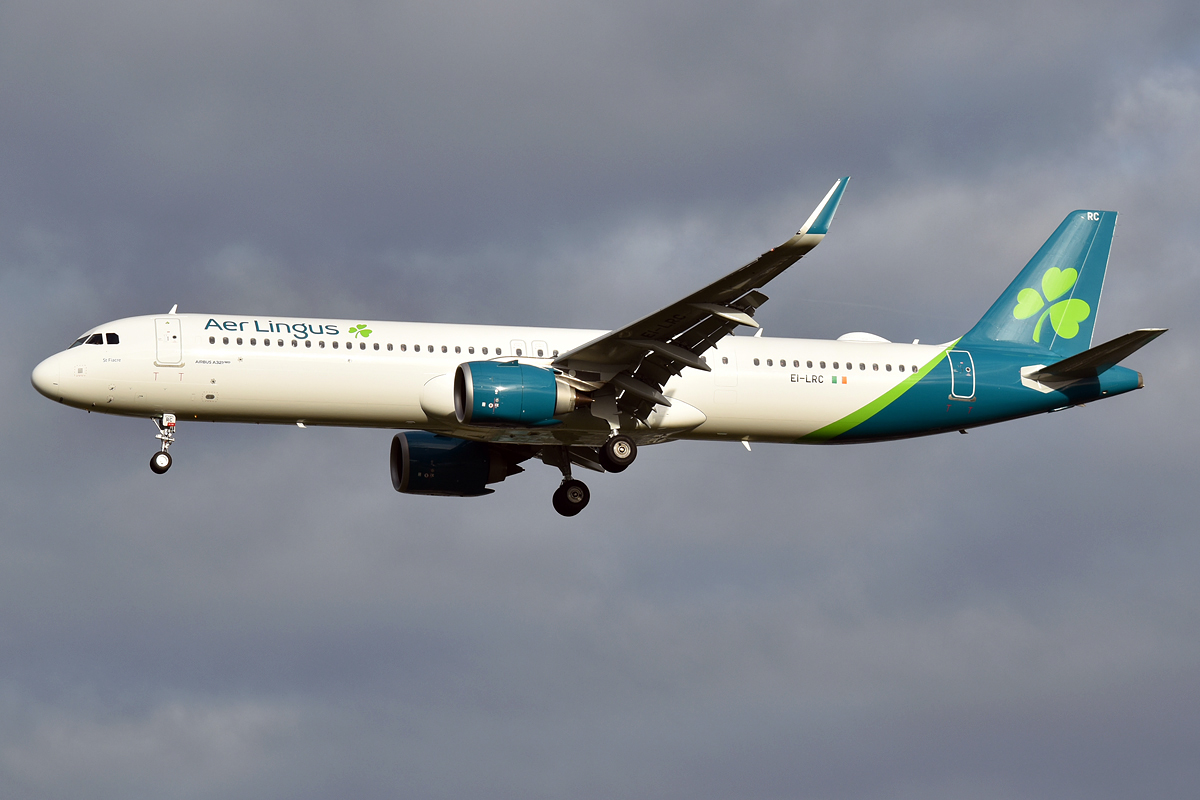
Airbus A321LR d'Aer Lingus

### Capitalisation boursière
Afin de préparer la cotation d'Aer Lingus à la Bourse de Dublin, le gouvernement irlandais décida d'abolir le Shannon stopover à partir de la fin 2008. Dans l'Amérique du nord Aer Lingus vole actuellement vers Boston, Chicago, Los Angeles, New York, Washington, Orlando, San Francisco, Newark, Miami, Hartford, Philadelphie et Toronto,
Aer Lingus fut d'abord introduit sur un marché secondaire ("grey-market") le 27 septembre 2006, pour être par la suite admis sur les listes officielles du Irish Stock Exchange et du London Stock Exchange le 2 octobre 2006. Lors de l'entrée en Bourse, le gouvernement irlandais possédait 28 % des parts, tandis que les employés en possédaient 15 %.

### Alliances
Aer Lingus se retire de l'alliance Oneworld le 1er avril 2007, toutefois, la compagnie a décidé de garder des liens bilatéraux avec des membres de Oneworld et n'a pas l'intention de rejoindre une autre alliance. Le 19 novembre 2006, elle annonce que des accords ont été signés avec American Airlines, Cathay Pacific et Qantas. La décision de quitter Oneworld a été prise car Aer Lingus s'est repositionné en tant que compagnie à bas coût effectuant du point à point (à la différence des compagnies opérant par hubs).
Toutefois, le 6 février 2007, Aer Lingus annonce son alliance avec JetBlue Airways. Cette alliance est surtout une alliance "internet" : les clients d'Aer Lingus peuvent réserver au départ de Dublin ou Shannon, une des 51 destinations opérées par JetBlue aux États-Unis, au Mexique et aux Caraïbes depuis le site internet d'Aer Lingus, et vice versa pour les clients de JetBlue.
Aer Lingus fera partie de One World en 2018. Ceci a été confirmé par le CEO de IAG (le groupe qui a acheté Aer Lingus en 2015).

### Offre publique d'achat faite par Ryanair
Le 5 octobre 2006, Ryanair lance une offre publique d'achat de 1,48 milliard d'euros sur Aer Lingus. Michael O'Leary, PDG de Ryanair, annonce que c'est une « opportunité unique » pour former une grande compagnie aérienne irlandaise. La « nouvelle » compagnie transporterait plus de 50 millions de passagers par an. Ryanair possède déjà 16 % des actions Aer Lingus et propose 2,80 euros par action restante. Le jour même, la direction d'Aer Lingus rejette l'offre. Le 15 octobre 2006, Ryanair confirme qu'il a déjà acquis 19,2 % d'Aer Lingus et qu'il n'y a aucun problème avec le fait que le gouvernement irlandais garde les 28,3 % qu'il possède.

Ancien logo d'Aer Lingus

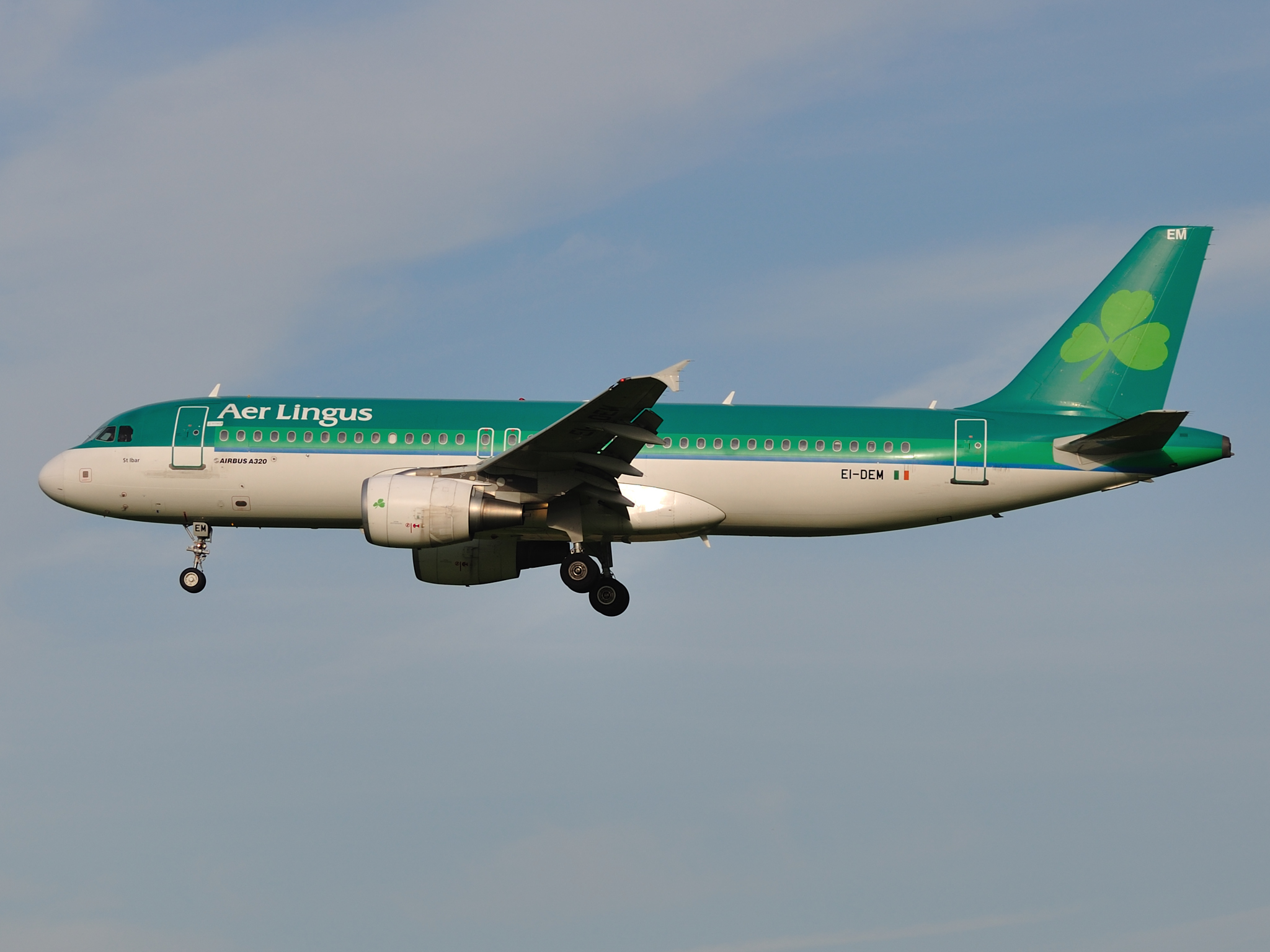
Airbus A320-200 d'Aer Lingus.

Le 29 novembre 2006, Ryanair annonce qu'il possède désormais 26,2 % des actions.
Le 21 décembre de la même année, Ryanair annule son offre publique d'achat sur Aer Lingus, mais avec l'intention d'en lancer une nouvelle lorsque la Commission européenne rendra son avis sur la première offre. Si cette offre est acceptée, la Commission européenne craint une réduction de l'offre et une augmentation des tarifs.
Le 27 juin 2007, la Commission européenne annonce sa décision d'interdire le rachat d'Aer Lingus par Ryanair en justifiant que ces deux compagnies contrôlent plus de 80 % de tout le trafic à l'aéroport de Dublin et que cela conduirait à une situation de quasi-monopole
.

### Développement à l’étranger
Le 14 février 2007, Aer Lingus annonce son intention de créer début 2008 sa première base à l'étranger, c'est-à-dire en hors de la république d'Irlande. Cette base est située à l'aéroport international de Belfast, en Irlande du Nord. Aer Lingus y investit 100 millions d'euros en y basant 3 appareils, créant ainsi plus de 1 000 emplois directs.

### AccordOpen Skies
Le 22 mars 2007, à la suite des accords Open Skies qui suppriment les barrières règlementaires du trafic aérien transatlantique, Aer Lingus annonce 3 nouvelles lignes long-courrier à destination des États-Unis : Orlando (3 vols par semaine), San Francisco (4 vols par semaine) et Washington D.C. (4 vols par semaine).

### Histoire récente
Le 6 avril 2009, Aer Lingus annonce la démission immédiate de son directeur général Dermot Mannion, en poste depuis 4 ans, temporairement remplacé par le président Colm Barrington. Dermot Mannion a dirigé la privatisation d'Aer Lingus en 2006. Selon la direction « dans un contexte de marché difficile, le conseil d'administration et la direction étaient déterminés à maximiser le chiffre d'affaires, à réduire les coûts tout en maintenant un bilan solide pour apporter de la valeur aux actionnaires ».
En janvier 2015, Aer Lingus est l'objet d'une offre de rachat par International Airlines Group, pour 1,36 milliard de dollars, celle-ci nécessite toutefois encore l'accord des actionnaires dont Ryanair (29,8 %) et l'État irlandais (25 %), en plus des autorités de la concurrence. Les autorités de la concurrence européennes ont donné leur accord à cette acquisition en juillet 2015, contre la vente de plusieurs créneaux dans l'aéroport de Gatwick.
Le 20 août 2015, Aer Lingus est officiellement membre d'International Airlines Group (IAG).

## Chiffres clés
Aer Lingus a réalisé en 2018 un chiffre d'affaires de 2,2 milliards d'euros.
Aer Lingus avait 4 500 employés en 2020 et a transporté 8,6 millions de passagers en 2005.
La productivité par employé de Aer Lingus est quasiment deux fois moindre que celle de Ryanair car les salaires y sont 60 % plus élevés et les avions volent moitié moins[réf. souhaitée][Quand ?].

## Flotte

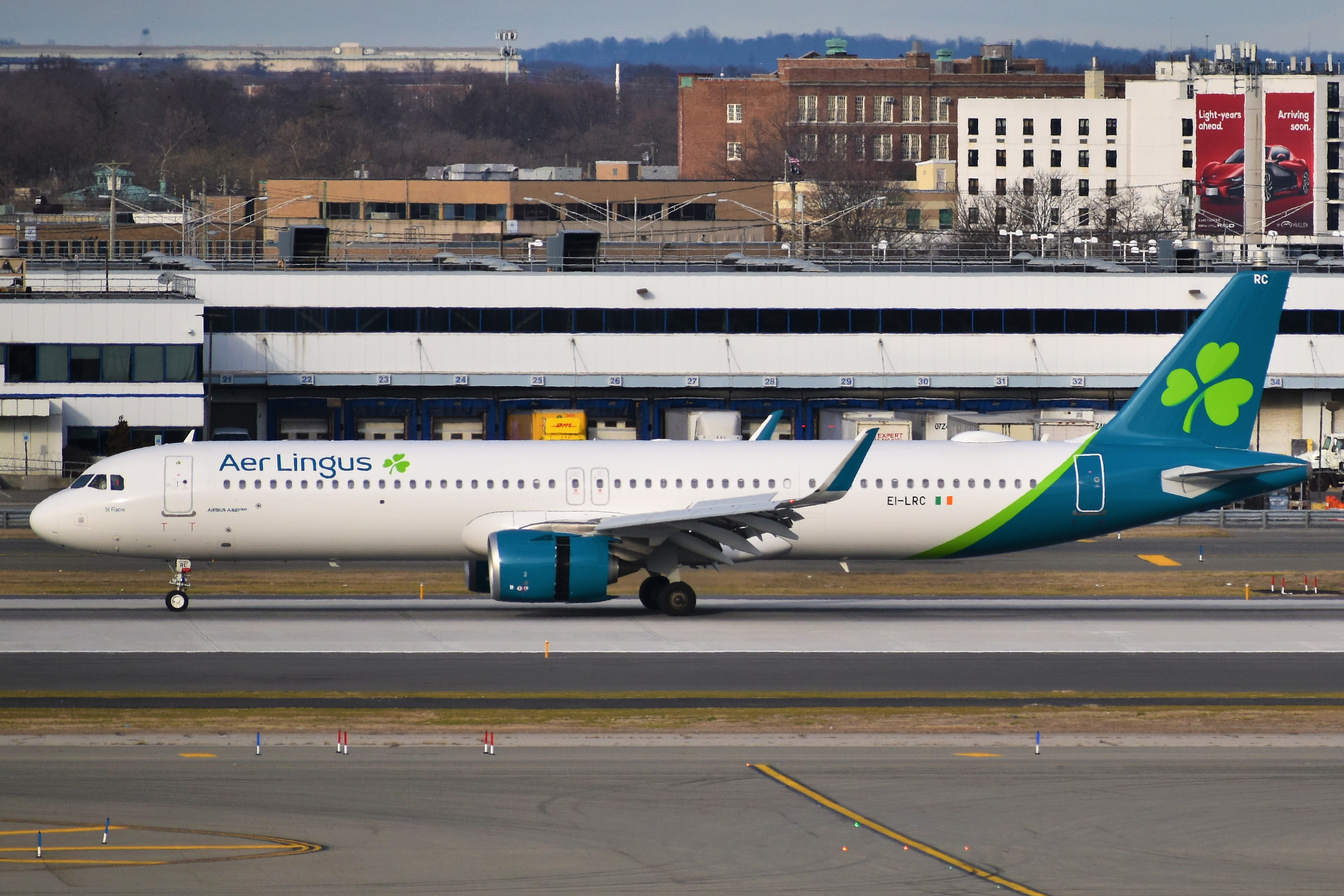
Un A321neo aux nouvelles couleurs d'Aer Lingus

En mai 2025, les appareils suivants sont en service au sein de la flotte d'Aer Lingus:
Afin d'étendre ses vols long-courriers, le 6 juin 2007, Aer Lingus a passé commande auprès d'Airbus de 9 A350 XWB.
En janvier 2016, l'âge moyen de la flotte était de 11 ans.
AerLingus ne recevra finalement aucun A350. La compagnie estime que cet appareil ne correspond pas à ces besoins. Le choix a donc été fait de privilégier l’ A321XLR plus cohérent avec les besoins actuels d’AerLingus sur son réseau long courrier.

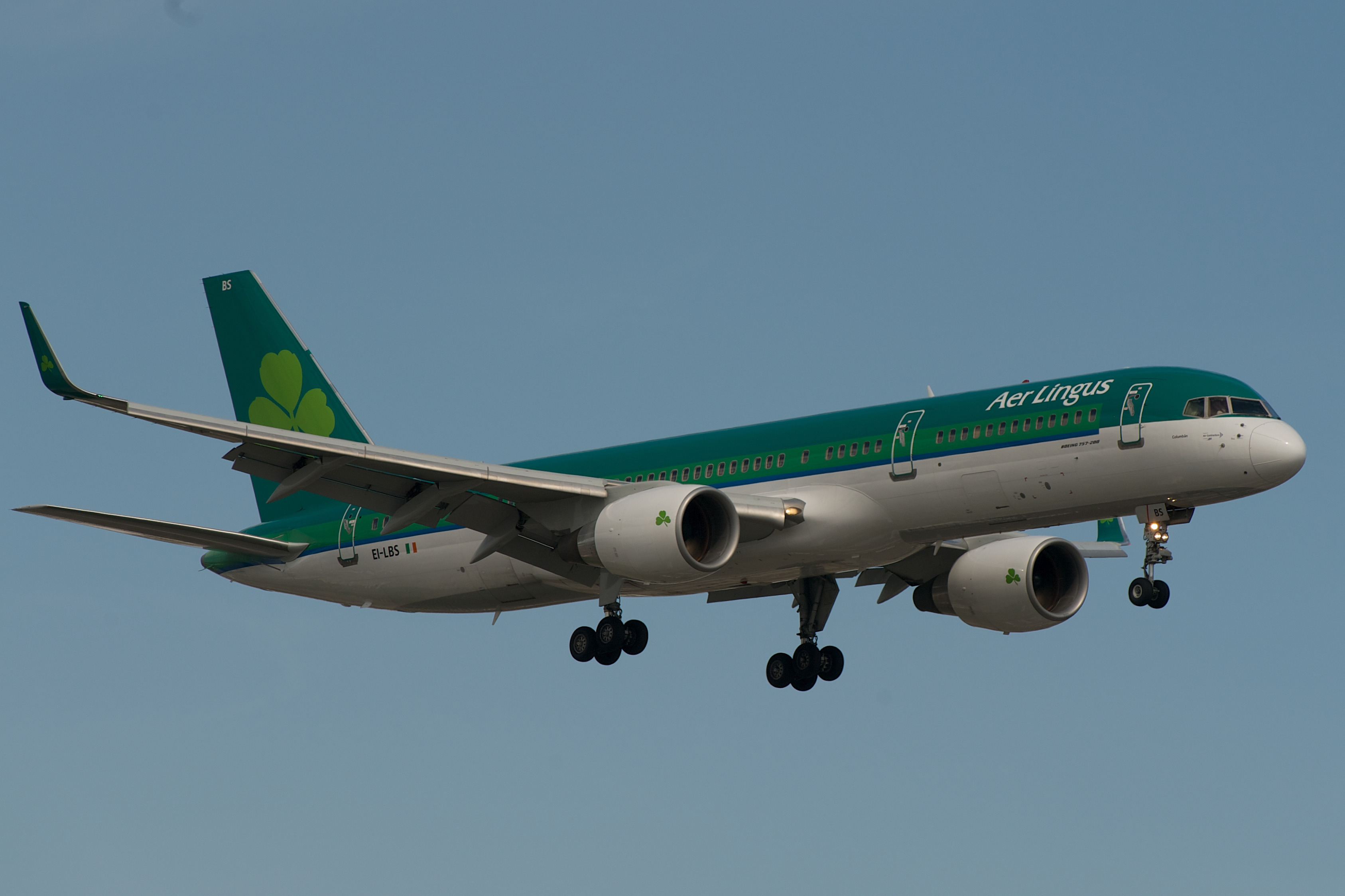
Boeing 757-200 de la compagnie.
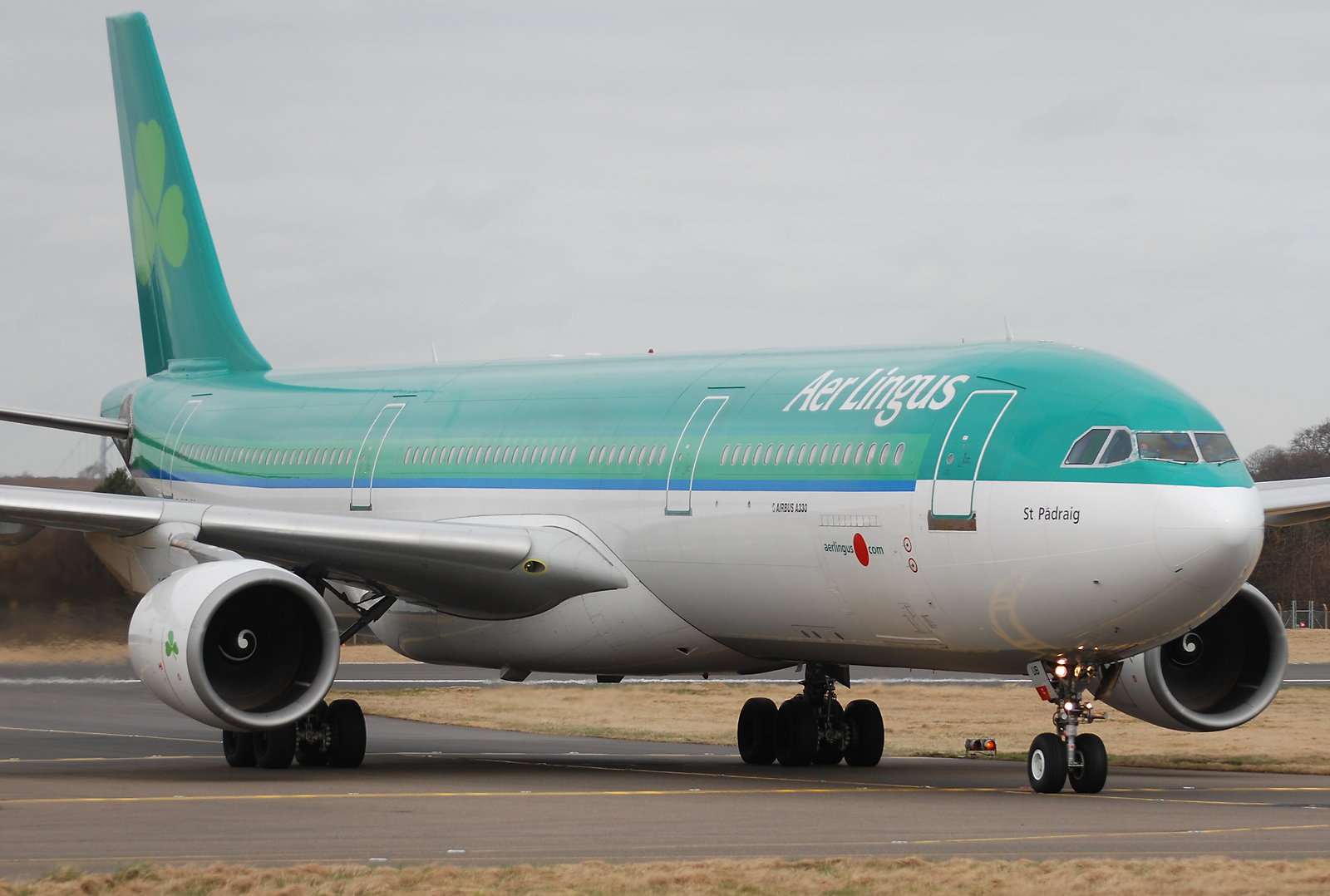
Airbus A330-300 d'Aer Lingus.
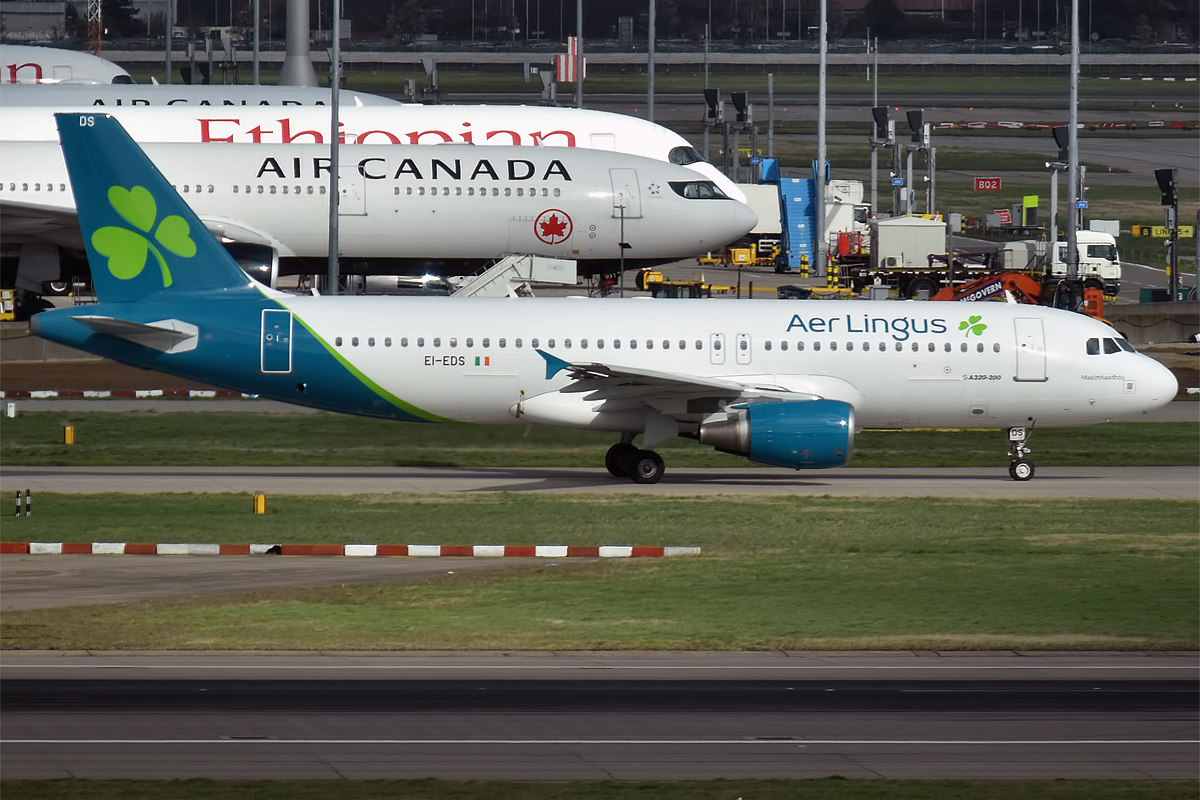
Un A320 dans la nouvelle livrée
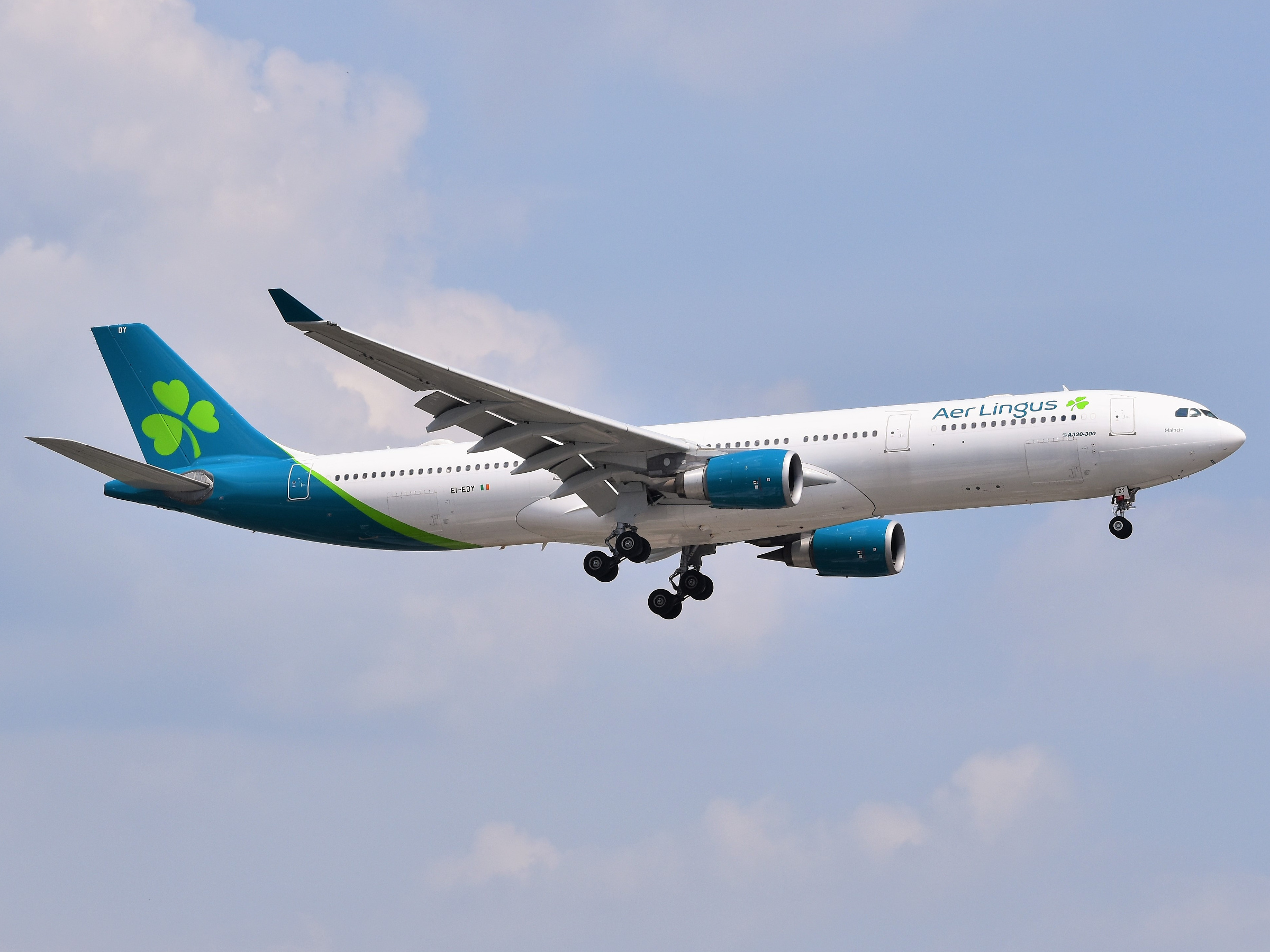
Un A330 à l'approche de New-York Newark-Liberty(EWR)

## Accidents et incidents mortels
Aer Lingus a un bon dossier de sécurité, sans aucun accident mortel au cours des 50 dernières années.
Il a eu douze incidents, dont six accidents qui ont laissé des avions immobilisés (dont trois mortels) et un détournement d’avion :
- le 10 janvier 1952, un Douglas DC-3 (en réalité un ex-militaire Dakota civilisé) enregistré EI-AFL. Il s'appelait "St. Kevin" et faisait route de Northolt vers Dublin. Il s'est envolé dans "une vague de montagne" déclenchée par Snowdon et dans une zone de turbulence extrême, puis s'est écrasé dans une tourbière près de Llyn Gwynant à Snowdonia , faisant 23 morts dont 3 membres d'équipage. Ce fut le premier accident mortel de l'entreprise ;
- le 1er janvier 1953, un Douglas DC-3 enregistré comme EI-ACF et nommé "St Kieran" effectua un atterrissage forcé près de la ville de Spernall , en Angleterre . Les deux moteurs sont tombés en panne d'essence alors qu'ils allaient de Dublin à Birmingham . Les 25 passagers et membres d'équipage ont tous survécu. L'avion a été radié par la suite ;
- le 22 juin 1967, un  Vickers Viscount enregistré EI-AOF sur un vol d'entraînement au pilotage a décroché et s'est engouffré dans le sol près d' Ashbourne , tuant les trois membres d'équipage ;
- le 21 septembre 1967, le Vickers Viscount EI-AKK volant de Dublin à Bristol a frotté son aile contre la piste et s'est écrasé en atterrissant à l'aéroport de destination. Tous les passagers et membres d'équipage ont survécu. L'avion a été radié par la suite ;
- le 24 mars 1968, un Vickers Viscount assurant le vol Aer Lingus 712, en route de Cork à Londres s'est écrasé près du rocher Tuskar dans les eaux au large de la côte sud-est de l'Irlande. Les 57 passagers et 4 membres d'équipage ont péri. L’accident est connu sous le nom de catastrophe aérienne à Tuskar Rock en Irlande. Une partie de la languette du ressort de profondeur de l'avion a été retrouvée à une certaine distance du reste de l'épave, ce qui suggère que l'avion s'était détaché plus tôt. Toutefois, le rapport d’accident n’a pas permis de conclure de manière définitive sur la cause de l’accident, mais n’a pas exclu la possibilité qu’un autre aéronef ou un objet aéroporté soit impliqué. À la suite de rumeurs persistantes selon lesquelles le crash de l’avion était lié à des exercices militaires britanniques à proximité, un examen des dossiers par l’Unité d’enquête sur les accidents aériens a eu lieu en 1998. L’examen a révélé un certain nombre de défaillances en matière d’entretien et de tenue de registres et a permis de conclure que le rapport initial n’avait pas examiné de manière adéquate les autres hypothèses ne faisant pas intervenir d’autres aéronefs. Une enquête subséquente a conclu que l'accident s'était produit à la suite d'une défaillance structurelle de l'aéronef arrière du port et avait exclu la possibilité qu'un autre aéronef soit impliqué ;
- le 2 mai 1981, le vol Aer Lingus 164, reliant Dublin à Londres, a été détourné vers l' aéroport du Touquet - Côte d'Opale en France. Alors que les autorités négociaient avec le pirate de l'air par radio dans le cockpit, les hommes du GIGN sont entrées à l'arrière de l'avion et l'ont maîtrisé. Aucun des passagers ou membre d'équipage n'a été blessé lors du détournement. Le procès-verbal indique la raison pour laquelle un des pirates de l'air a exigé d'être conduit en Iran. Avion pris d'assaut / pirate de l'air arrêté. Durée du détournement: moins d'un jour. Alors que divers médias ont indiqué que l'homme, Laurence Downey (un ancien moine trappiste), avait demandé au pape de révéler le troisième secret de Fátima ;
- le 31 janvier 1986, le vol 328 d’Aer Lingus, un Short 360 immatriculé EI-BEM entre Dublin et l’aéroport de East Midlands , a heurté des lignes électriques et s’est écrasé près de la piste. Aucun mort n'est a déplorer mais deux passagers ont été blessés dans l'accident.

## Destinations
Aer Lingus exploite des lignes au départ et à l'arrivée de vingt-quatre pays dans le monde, dont l'Irlande, le Royaume-Uni, la France, l'Allemagne, la Grèce, l'Italie, l'Espagne, le Canada et les États-Unis. Leurs vols transatlantiques peuvent être assurées par des A321 ou des A330.